# 永山淳
永山 淳（ながやま じゅん、2001年5月10日 - ）は、日本のラグビー指導者、元選手。
現役時代のポジションはスタンドオフ（SO）とセンター（CTB）。

## 略歴
兵庫県神戸市出身。5歳からラグビーを始める。國學院久我山高等学校時代、U17日本代表、高校日本代表に選出された。
2020年、慶應義塾大学へ進学。
2021年、ESC Academyを設立し、代表に就任。
2024年、慶應義塾大学卒業後、ラグビー選手を引退してコーチ業に専念する。
2024年、高校日本代表スポットコーチ。U20日本代表候補アシスタントコーチ。